# 寿恵野村
寿恵野村（すえのむら）は、かつて愛知県碧海郡にあった村である。
現在の豊田市南部（渡刈町・鴛鴨町・永覚町など）に該当する。

## 歴史
- 1868年（明治元年） - 上ノ郷村が隣松寺村に改称する。
- 1875年（明治8年） - 東鴛鴨村と西鴛鴨村が合併し、鴛鴨村となる。
- 1889年（明治22年）10月1日 - 渡刈村、鴛鴨村、隣松寺村、永覚新郷が合併し、寿恵野村が発足。
- 1906年（明治39年）5月1日 - 畝部村、枡塚村、上野村、和会村と合併し、上郷村が発足。同日寿恵野村は廃止。